# Pharmakogenetik
Die Pharmakogenetik befasst sich mit dem Einfluss der unterschiedlichen genetischen Ausstattung von Patienten auf die Wirkung von Arzneimitteln. Sie erlaubt Vorhersagen über die fallspezifische Wirkung eines Arzneimittels, was eine näher an den individuellen Bedarf eines Patienten angepasste Dosierung ermöglicht und relative Überdosierungen vermeiden hilft. Forschungsziel ist, die genetische Variabilität der Arzneimittelwirkungen auf breiter Basis aufzuschlüsseln, um diese Erkenntnisse für die Arzneimittelentwicklung und zur Individualisierung der Pharmakotherapie einzusetzen.

## Grundlagen
Lebewesen verstoffwechseln Fremdstoffe mithilfe komplexer Enzymsysteme. Diese variieren von Individuum zu Individuum, da die Gene, von denen sie sich ableiten, in diversen, leicht bis stark unterschiedlichen Varianten (Polymorphismen) auftreten. Daraus ergeben sich vorhersagbare Aktivitätseinschränkung bis hin zum völligen Ausfall bei homozygoten Trägern der jeweiligen Gene.
Besonders einflussreich und deutlich schwieriger einzuschätzen sind Polymorphismen bei Transportproteinen und Zielstrukturen von Medikamenten, etwa Rezeptoren oder intrazelluläre Moleküle der Signaltransduktion und Genregulation.

## Geschichte
Die erste Beobachtung eines genetisch begründeten Unterschiedes in der Wirkung eines Arzneimittels stammt aus den 1950er Jahren und betrifft das für Narkosen verwandte Muskelrelaxans Suxamethonium: In seltenen Fällen (1:3500 bei Menschen weißer Hautfarbe) ist die Dauer der durch Suxamethonium verursachten Muskellähmung stark verlängert, weil das zum Abbau des Medikaments erforderliche Enzym Pseudocholinesterase verringert ist.
Die Bezeichnung Pharmakogenetik wurde 1959 von Friedrich Vogel geprägt; zu den Mitbegründern des Faches gehörte ferner Arno Motulsky.

## Stand der Forschung

### Pharmakokinetik
Unterschiede in der Pharmakokinetik eines Arzneimittels führen zu unterschiedlichen Konzentrationen von Arzneistoffen und deren Metaboliten im Blut und in den Zielgeweben. Unterschieden wird hierbei in die so genannten Phase-I- und Phase-II-Reaktionen. Phase-I-Reaktionen beinhalten geringfügige Modifikationen der Moleküle (Oxidations- und Reduktionsreaktionen), welche in Phase-II-Reaktionen durch Konjugationen mit wasserlöslichen Säureresten ergänzt und so die Arzneistoffe nierengängig gemacht werden. Phase-I-Reaktionen werden meist durch die Familie der Cytochrom-P450-Enzyme (CYP) vermittelt; allein fünf davon (CYP3A4, CYP2D6, CYP2C19, CYP2C9 und CYP1A2) setzen bereits den größten Teil der lebergängigen Arzneimittel um. Für CYP2D6 und CYP2C19 sind Genvarianten bekannt, die deren Synthese verunmöglicht. Bei CYP2C9 kann die Aktivität stark herabgesetzt sein. CYP2D6 ist am Stoffwechsel etwa jedes vierten Arzneimittels beteiligt, darunter vielen Antidepressiva, Neuroleptika, Beta-Adrenozeptor-Antagonisten, Antiarrhythmika, Antitussiva und Antiemetika. Eine genetisch bedingte Defizienz führt zu einer deutlich verlangsamten Elimination aus dem Körper, was zu einer relativen Überdosierung mit den entsprechend verstärkten Nebenwirkungen führt. Bei CYP2D6 gibt es zudem sehr selten eine stark erhöhte Aktivität aufgrund einer Genduplikation auf Chromosom 22, wodurch CYP2D6-Substrate bei homozygoten Trägern extrem schnell eliminiert werden (ultraschnelle Metabolisierer, ultrafast metabolizer, UM). Weitaus häufiger sind jedoch heterozygote Träger (etwa 40 % der weißen Bevölkerung, intermediäre Metabolisierer, intermediate metabolizer, IM) und Träger zweier aktiver CYP2D6-Allele (etwa 50 %, Normal-Metabolisierer, extensive metabolizer, EM).
| Wichtige Enzyme des Arzneimittel- bzw. Fremdstoff-Stoffwechsels, mit einem erblichen Polymorphismus | Wichtige Enzyme des Arzneimittel- bzw. Fremdstoff-Stoffwechsels, mit einem erblichen Polymorphismus | Wichtige Enzyme des Arzneimittel- bzw. Fremdstoff-Stoffwechsels, mit einem erblichen Polymorphismus | Wichtige Enzyme des Arzneimittel- bzw. Fremdstoff-Stoffwechsels, mit einem erblichen Polymorphismus                                                                                         |
| Enzym                                                                                               | Funktionelle Bedeutung                                                                              | Häufigkeit homozygoter genetischer Varianten*                                                       | Bedeutung u. a. für folgende Arzneistoffe |
| --------------------------------------------------------------------------------------------------- | --------------------------------------------------------------------------------------------------- | --------------------------------------------------------------------------------------------------- | --- |
| Phase I                                                                                             | | | |
| Cytochrom P450 (CYP) 1A2                                                                            | hohe Induzierbarkeit                                                                                | 46 %                                                                                                | Clozapin, Imipramin, Koffein, Lidocain, Paracetamol, Theophyllin |
| CYP2A6                                                                                              | reduzierte Aktivität                                                                                | 1 %                                                                                                 | Fadrazol, Halothan, Losigamon, Nikotin, Tegafur |
| CYP2B6                                                                                              | reduzierte Aktivität                                                                                | 2 %                                                                                                 | Bupropion, Propofol |
| CYP2C8                                                                                              | reduzierte Aktivität                                                                                | 1,7 %                                                                                               | Carbamazepin, Cerivastatin, Paclitaxel, Pioglitazon, Rosiglitazon, Tolbutamid, Verapamil, Warfarin                                                                                          |
| CYP2C9                                                                                              | reduzierte Aktivität                                                                                | 1–3 %                                                                                               | Celecoxib, Clopidogrel, Diclofenac, Fluvastatin, Glibenclamid, Ibuprofen, Lornoxicam, Losartan, Phenprocoumon, Phenytoin, Piroxicam, Sildenafil, Tenoxicam, Tolbutamid, Torasemid, Warfarin |
| CYP2C19                                                                                             | fehlende Aktivität                                                                                  | 3 %                                                                                                 | Diazepam, Lansoprazol, Omeprazol, Pantoprazol, Proguanil, Propranolol, Rabeprazol |
| CYP2D6                                                                                              | fehlende Aktivität / extrem hohe Aktivität durch Genduplikation                                     | 7 % / 2–3 %                                                                                         | Ajmalin, Amitriptylin, Carvedilol, Codein, Flecainid, Fluoxetin, Galanthamin, Haloperidol, Metoprolol, Mexiletin, Ondansetron, Propafenon, Tamoxifen, Timolol, Tropisetron                  |
| CYP3A4, CYP3A5, CYP3A7                                                                              | Aktivitätsabschwächung Expression von CYP3A7 beim Erwachsenen                                       | mehrere, teils seltene Mutationen                                                                   | Chinidin, Cyclosporin A, Cortisol, Dapson, Diltiazem, Erythromycin, Lidocain, Midazolam, Nifedipin, Paclitaxel, Sildenafil, Simvastatin, Tacrolimus, Triazolam, Verapamil, Zolpidem         |
| Flavinabhängige Monooxygenase 3 (FMO3)                                                              | verminderte Aktivität                                                                               | 9 %                                                                                                 | Perazin, Sulindac, Albendazol, Benzydamin |
| Butyrylcholinesterase (BCHE)                                                                        | verminderte Aktivität                                                                               | 0,03 %                                                                                              | Succinylcholin |
| Dihydropyrimidindehydrogenase (DPYD)                                                                | verminderte Aktivität                                                                               | < 1 %                                                                                               | 5-Fluoruracil |
| Phase II                                                                                            | | | |
| Arylamin-N-Acetyltransferase 2 (NAT2)                                                               | langsame Acetylierer                                                                                | 55 %                                                                                                | Isoniazid, Hydralazin, Dapson, Sulfonamide, Procainamid |
| Uridin-Diphosphat-Glukuronosyltransferase 1A1 (UGT1A1)                                              | reduzierte Aktivität                                                                                | 10,9 %                                                                                              | Irinotecan |
| Glutathion-S-Transferase M1 (GSTM1)                                                                 | fehlende Aktivität                                                                                  | 55 %                                                                                                | Disposition zu Harnblasenkarzinom |
| Catechol-O-Methyltransferase (COMT)                                                                 | verminderte Aktivität                                                                               | 25 %                                                                                                | Estrogene, L-Dopa, a-Methyldopa, Amphetamin |
| Thiopurin-S-Methyltransferase (TPMT)                                                                | fehlende Aktivität                                                                                  | 0,3 %                                                                                               | Azathioprin, 6-Mercaptopurin |

* Häufigkeit auf homozygoten Genotyp unter Kaukasiern bezogen. Tabelle nach Kirchheiner, 2003.

### Pharmakodynamik
Die Pharmakodynamik wird beeinflusst durch Unterschiede in den Zielstrukturen der Arzneimittel, wie Rezeptoren oder Moleküle der Signaltransduktion, die Wirkung und Verträglichkeit von Arzneimitteln variieren können. Der β2-Adrenozeptor beispielsweise (Regulation des Gefäßtonus und der Bronchodilatation), kann zwei Punktmutationen – Arg16Gly und Gln27Glu – aufweisen, die die Wirkung von β2-Sympathomimetika beeinflussen
| Polymorphe Gene mit Einfluss auf die Arzneimittelwirkung am Rezeptor oder an der Zielstruktur | Polymorphe Gene mit Einfluss auf die Arzneimittelwirkung am Rezeptor oder an der Zielstruktur | Polymorphe Gene mit Einfluss auf die Arzneimittelwirkung am Rezeptor oder an der Zielstruktur                                                           | Polymorphe Gene mit Einfluss auf die Arzneimittelwirkung am Rezeptor oder an der Zielstruktur |
| Gen                                                                                           | Beispiel                                                                                      | Klinische Auswirkung |                                                                                               |
| --------------------------------------------------------------------------------------------- | --------------------------------------------------------------------------------------------- | --- | --------------------------------------------------------------------------------------------- |
| β2-Adrenozeptor (ADRB2)                                                                       | Albuterol, Isoproterenol                                                                      | Unterschiedliche Bronchodilatation bei bestimmten Allelen, Tachyphylaxie, durch Agonist vermittelte Desensibilisierung und Wirkung von Genotyp abhängig |                                                                                               |
| Dopamintransporter (DAT1)                                                                     | L-Dopa                                                                                        | Auftreten von Psychose oder Dyskinesie |                                                                                               |
| 5-Lipoxygenase (ALOX5)                                                                        | Zileuton                                                                                      | Keine antiasthmatische Wirksamkeit bei Trägern der Tandem-Repeat-Promotor-Variante                                                                      |                                                                                               |
| Apolipoprotein E (APOE)                                                                       | Tacrin                                                                                        | Wirksam nur bei ApoE4-negativen Patienten mit M. Alzheimer                                                                                              |                                                                                               |
| O-6-Methylguanin-DNAMethyl-transferase (MGMT)                                                 | Alkylantien                                                                                   | Promotor-Methylierung und günstige Therapieergebnisse bei Patienten mit Gliomen                                                                         |                                                                                               |
| Spannungsabhängiger Kaliumkanal Typ 2 (KCNE2)                                                 | Sulfamethoxazol, Procainamid, Oxatomid                                                        | durch Arzneimittel induziertes Long-QT-Syndrom bei Trägern der Variante                                                                                 |                                                                                               |
| Glycoprotein IIIa (ITGB3)                                                                     | Thrombozytenaggregationshemmer (ASS, Abciximab)                                               | Geringere Wirksamkeit bei Trägern von PLA2 |                                                                                               |
| Cholesterylestertransferprotein (CETP)                                                        | Pravastatin                                                                                   | Verlangsamte Entwicklung einer koronaren Arteriosklerose nur bei Trägern von B1B1                                                                       |                                                                                               |
| a-Adducin (ADD1)                                                                              | Hydrochlorothiazid (HCT)                                                                      | Bei Kochsalzreduktion und Therapie mit HCT stärkerer Blutdruckabfall bei Trägern von 460Gly/Trp                                                         |                                                                                               |
| Angiotensin konvertierendes Enzym (ACE)                                                       | Enalaprilat                                                                                   | Länger anhaltende und stärkere Wirksamkeit bei Trägern des Genotyps Ins/Ins                                                                             |                                                                                               |

Tabelle nach Kirchheiner, 2003.

## Klinische Anwendung

### Diagnostik
Eine pharmakogenetische Diagnostik bietet altersunabhängig die Möglichkeit, bereits vor Beginn einer Therapie abzuklären, welches Medikament in welcher Dosierung den individuellen Besonderheiten des Stoffwechsels eines einzelnen Patienten am ehesten gerecht wird. Die Suche nach einem passenden Medikament kann so erheblich verkürzt und das Risiko unangenehmer Zwischenfälle deutlich vermindert werden. Sinnvoll ist eine Genotypisierung derzeit jedoch nur bei Therapien mit Medikamenten, die eine enge therapeutische Breite oder ein Risiko für schwere unerwünschte Arzneimittelwirkungen haben, welche bekanntermaßen genetisch mitbestimmt werden. Dies gilt beispielsweise für Trastuzumab, einen spezifischen Antikörper gegen Her-2-Rezeptoren. Dieser wird zur Behandlung des Mammakarzinoms nur bei dem Drittel der Patientinnen eingesetzt, bei dem eine Überexpression an Her-2-Rezeptoren im Tumorgewebe nachgewiesen wurde.
In 50 Jahren pharmakogenetischer Forschung haben jedoch neue Erkenntnisse nur in den bislang wenigen Fällen Eingang in die klinische Praxis gefunden, in welchen eine Abklärung als ausreichend relevant für die Therapieplanung erschien und in klinischen Studien bei vertretbarem Kosten/Nutzen-Verhältnis tatsächlich zu erheblichen Verbesserungen der Lebensqualität und der Überlebensrate von Patienten geführt hat.

### Therapie
Empfehlungen zur Anpassung der Therapie können in Form von Dosierungsempfehlungen und Behandlungs-Algorithmen formuliert werden. Unterschiede in der Pharmakokinetik, die einen verlangsamten oder beschleunigten Abbau bewirken, können dabei zumeist recht einfach entsprechend dem errechneten Blutplasmaspiegel durch erhöhte oder erniedrigte Dosierungen oder veränderte Einnahmeintervalle kompensiert werden. Schwieriger wird es, wenn mehrere Enzymsysteme berücksichtigt werden müssen, die gesamthaft nicht zuverlässig abschätzbar sind. Bezüglich genetischer Variablen der Zielstrukturen gestaltet sich dagegen die Ableitung von Therapieempfehlungen grundsätzlich schwierig, da in den meisten Fällen lediglich eine Wahrscheinlichkeitsaussage bezüglich eines veränderten Ansprechens auf die Medikamentengabe möglich ist. Eine ausreichend zuverlässige Vorhersage ist dann möglich, wenn die Arzneimittelwirkung an das Vorhandensein einer einzigen Variante gebunden ist, wie bei Trastuzumab. In den meisten Fällen aber bestimmen nicht nur diverse Gene, sondern auch weitere Faktoren wie Krankheitsbesonderheit, individuelle Charakteristika des Patienten (Alter, Geschlecht und Körperfunktionen) den Erfolg einer Arzneitherapie.